# دیویس گیلبرت
دیویس گیلبرت (انگلیسی: Davies Gilbert؛ ۶ مارس ۱۷۶۷ – ۲۴ دسامبر ۱۸۳۹) یک مهندس اهل بریتانیا بود. وی از سال ۱۸۲۷ تا ۱۸۳۰ ریاست انجمن سلطنتی را بر عهده داشت.